# Einsiedlerstein (Bad Ischl)
Der Einsiedlerstein, auch Hexenstein oder Adlerstein, genannt, ist ein Felsen am Siriuskogl in der Stadt Bad Ischl im Salzkammergut in Oberösterreich. Das Geotop ist als Naturdenkmal geschützt.

## Lage
Der Einsiedlerstein liegt auf halber Höhe am Osthang des Siriuskogels, etwa 30 m über dem Talboden, oberhalb der Tourismusschulen Salzkammergut beim Krankenhaus, gut 300 Meter östlich der Siriuskogelwarte. Er ist vom Fahrweg zum Gasthaus leicht erreichbar.
Die Steinformation liegt unter einer großen Buche, umfasst 40–50 m² Fläche und ist 4–5 Meter hoch. Sie ist in zwei Teile gespalten.

## Geologie
Der Stein ist kein Felsen, sondern ein Findling des Traungletschers, ähnlich wie der Kreuzstein in der Traun. Er besteht aus brekziösen, kieselig-sandigen Kalken der Roßfeldschichten. Der Block wurde vermutlich gegen Ende des Höhepunkts der Würm-Kaltzeit vom Gletscher aus dem Raum Kolowratshöhe/Leckenmoos südöstlich von Bad Ischl zum Siriuskogel transportiert und hier abgelagert. Vermutlich war er schon damals zerbrochen.
Der Stein ist als Naturdenkmal ausgewiesen (Hexenstein oder Einsiedlerstein am Siriuskogel, nd184).

## Steinzeichnungen
Der Stein weist blaue und rote Farbzeichnungen auf einer bearbeiten Stelle auf, die heute aber fast vollkommen verblichen sind. Sie galten lange als möglicherweise sehr alte Petroglyphen, wurden aber anhand von Grabungen in den 1950ern, bei denen zwischen dem Abschlag ein Maria-Theresien-Kreutzer von 1763 gefunden wurde, als neuzeitlich datiert. Sie waren mit dem Pinsel gemalt worden. Ihre Bedeutung ist unbekannt.